# Paragryllinae
Sous-famille
Les Paragryllinae sont une sous-famille d'insectes orthoptères de la famille des Gryllidae.
Elle forme un groupe avec les Cachoplistinae Saussure 1877, les Luzarinae Hebard 1928, les Phalangopsinae Blanchard 1845 et les Phaloriinae Gorochov 1985.

## Distribution
Les espèces de cette sous-famille se rencontrent en Amérique et en Afrique.

## Liste des genres
Selon Orthoptera Species File (27 mars 2010) :
- Aclella Desutter-Grandcolas, 2000
- Apteracla Gorochov, 2009
- Benoistella Uvarov, 1939
- Ectecous Saussure, 1878
- Kevanacla Desutter-Grandcolas, 1992
- Mexiacla Gorochov, 2007
- Neoacla Desutter-Grandcolas, 1988
- Oaxacla Gorochov, 2007
- Paragryllus Guérin-Méneville, 1844
- Rumea Desutter-Grandcolas, 1988
- Silvastella Desutter-Grandcolas, 1992

## Référence
- Desutter-Grandcolas, 1988 "1987" : Structure et évolution du complexe phallique des Gryllidea (orthoptères) et classification des genres neotropicaux de Grylloidea. Première partie. Annales de la Société Entomologique de France, vol. 23, n. 3, p. 213-239.